# Паперовий звіринець та інші оповідання
«Паперовий звіринець та інші оповідання» (англ. The Paper Menagerie and Other Stories) – збірка оповідань, написана американським письменником китайського походження Кеном Лю та опублікована у 2016 році (опублікована українською мовою у 2020 році).

## Зміст збірки
Збірка розпочинається передмовою, в якій автор висловлює власні враження від книги та філософські роздуми. Далі читач ознайомлюється із 15 оповіданнями: «Звички книго творення окремих видів», «Зміна стану», «Повний збіг», «Вдалого полювання», «Літеромант», «Симулякр», «Постійний клієнт», «Паперовий звіринець», «Ілюстрована книга з порівняльного пізнання для просунутих читачів», «Хвилі», «Mono no aware», «На всі смаки», «Коротка історія Транстихоокеанського тунелю», « Майстер тяжб і Король мавп», «Людина, яка поклала край історії: документальна стрічка».

## «Паперовий звіринець»
Сюжет оповідання «Паперовий звіринець» тісно пов'язаний із життям Кена Лю. Проблема батьківщини є основною у творчості письменника. Він порушує питання про світогляд людей-емігрантів, котрі, намагаючись зберегти свою ідентичність, тримаються за рідну мову та культуру. У творі розповідається про жінку, яка була змушена емігрувати, аби врятуватися від смерті на батьківщині. Вона назавжди втрачає частинку своєї душі, пристосовуючись до нового життя. Болю завдає їй і син, котрого вона любить. Автор чудово описує гаму почуттів, що вирують у серці емігрантки.

## Нагороди
Твори Кена Лю нагороджені багатьма преміями, зокрема «Паперовий звіринець» отримав перемогу у трьох номінаціях: Премія «Неб'юла» за найкраще оповідання, Премія «Г'юго» за найкраще оповідання, Всесвітня премія фентезі за найкращий твір короткої форми.